# 觀音號誌站
觀音號誌站位於臺灣宜蘭縣南澳鄉，曾為臺灣鐵路管理局北迴線的鐵路號誌站，位於觀音隧道內。2003年6月13日起因新觀音隧道完工啟用而廢止。

## 車站構造
- 菱形交會股道，兩端各設安全側線。

## 利用狀況
- 武塔～漢本間的13.2公里路程，在當時單線營運的狀況下，確實是極大的瓶頸，正常一來一往的班距至少要半小時。而且，這段路程中，有三個幾乎是連在一起的隧道（觀音隧道、鼓音隧道、谷風隧道，中間只隔著山溝），總長超過10公里，故在觀音隧道裡面接近中間的位置，設立了可交會列車的雙線區段，是「觀音號誌站」，而早期很多列車沒有空調，而且沒有電氣化，而以柴油為動力，經過隧道時都會盡量把窗戶關閉以避免吃煙，但無論怎麼關，還是會有油煙味滲入車廂。這種味道在經過長隧道時更是明顯，非常難受。觀音號誌站位於隧道深處，列車交會時必定放慢速度，小心確認以避免冒進，這使列車要花更長的時間才能通過，甚至有時候會在隧道中停車等候對向列車。因為通風不良，觀音號誌站使用頻率不高，還有一段時間是停用。觀音隧道裡交會列車的次數不多，大概三、四次裡才有一次。[1][2]
- 初期為無牌證閉塞繼電連鎖號誌站，因隧道內通風不佳從未使用，而一度於1984年12月27日裁撤，後改為遙控號誌站重新啟用。
- 北迴線雙線電氣化工程完工後列車改走新觀音隧道，本站裁撤。
- 裁撤後因蘇花改工程需要而成為舊觀音隧道工程專用聯絡道的一部分。[3][4]

## 歷史

觀音號誌站軌道配置圖，A方向通往武塔，B方向通往漢本

- 1975年7月26日：設站。
- 2003年6月13日：裁撤。

## 車站週邊
- 新觀音隧道

## 文獻資料
- 楊鵬飛《台灣鐵路古今站名》第75頁，1994年10月
- 臺灣鐵路管理局《臺灣鐵路百周年紀念》第47頁，慶祝臺灣鐵路百週年籌備會出版，1987年6月9日出版

## 外部連結
- 臺灣鐵路電訊